# Horrorpops
HorrorPops är ett danskt Psychobilly/rock'n'rollband. Numera bosatta i Los Angeles USA.

## Biografi
Patricia Day och Kim Nekroman träffade varandra 1996 då Days dåvarande band Peanut Pump Gun var förband åt Nekromans band Nekromantix. De blev vänner och Nekroman lärde Day spela ståbas medan hon lärde honom spela gitarr. Tillsammans med trummisen Niedermeier bildade de Horrorpops 1998.

## Medlemmar

### Nuvarande
- Patricia Day - Sång, ståbas
- Kim Nekroman - Gitarr
- Geoff Kresge - Gitarr
- Niedermeier - Trummor
- Kamilla - Gogo-dansare
- Naomi - Gogo-dansare

### Före detta
- Caz the Clash - Gitarr (1998-2003)
- Karsten - Gitarr (2003-2004)
- Mille - Gogo-dansare(1999-2004)

## Diskografi
- Hell Yeah! (2004)
- Bring It On! (2005)
- Kiss Kiss Kill Kill (2008)